# دلفوس (کانزاس)
دلفوس (به انگلیسی: Delphos) شهری در ایالت کانزاس کشور ایالات متحده آمریکا است که جمعیت آن در سرشماری سال ۲۰۱۰ میلادی، ۳۵۹ نفر بوده‌است.